# Alexya Salvador

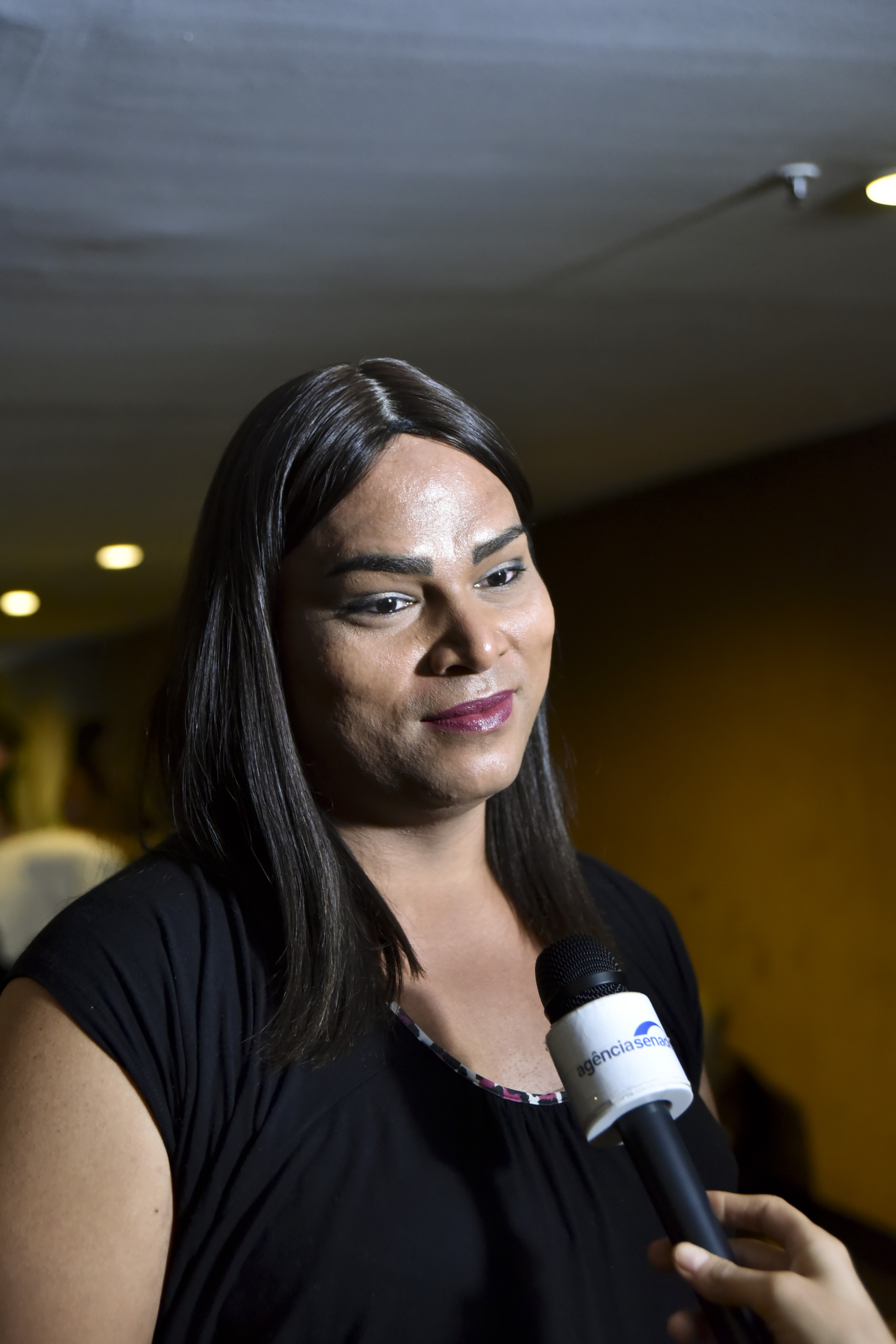
Alexya Salvador

Alexya Salvador (* 18. November 1980 als Alexander Salvador in Mairiporã, im Bundesstaat São Paulo, Brasilien) ist eine brasilianische Transfrau und politische Aktivistin.

## Leben
Salvador wuchs unter dem Namen Alexander in Mairiporã auf. Laut eigenen Angaben identifizierte sie sich jahrelang als LGBT-Person. In ihren Zwanziger-Jahren erkannte sie, dass sie eine Transfrau ist, konnte sich aber ihres Vaters wegen, der zu dem Zeitpunkt transgender Lebensformen ablehnte, vorerst nur als homosexuell outen. Im Alter von 28 Jahren ließ sie an sich geschlechtsangleichende Maßnahmen durchführen und lebt seitdem unter dem Namen Alexya Salvador. Sie deklariert ihre Geschlechtsidentität als transgender und nicht als transsexuell.
Im Alter von 18 Jahren gründete Salvador eine Obdachlosenunterkunft, die sie für zwei Jahre leitete. Sie studierte englische und portugiesische Literatur, Pädagogik und Theologie. Nach dem Studium nahm Salvador eine Tätigkeit als Lehrerin an einer öffentlichen Schule an, die sie bis heute fortführt. Laut eigenen Angaben entschied sie, Lehrerin zu werden, weil sie in der Schulzeit unter Mobbing und fehlenden Ansprechpersonen gelitten hatte und es selbst als Lehrerin besser machen wollte. Darüber hinaus arbeitet sie als selbstständige Schneiderin und unterhält ein kleines Atelier. Salvador ist außerdem Vizepräsidentin der Brazilian Association of Homotransaffective Families (ABRAFH), einem Verein, der sich für die Rechte und das Verständnis für homoaffektive Familien einsetzt. Sie selbst ist die erste Transgender-Person Brasiliens, die Kinder adoptiert hat. Zwei ihrer Adoptivkinder sind Transgender-Kinder.
Ab 2015 war sie Pastorin in Ausbildung in der freikirchlichen Metropolitan Community Church. 2019 wurde sie ordiniert und ist die erste Transgender-Person Lateinamerikas im Klerus und erste Transfrau als Pastorin Brasiliens. 2017 hat sie die erste LGBT-freundliche Messe in Kuba abgehalten.
Im Jahr 2018 kandidierte sie bei den Parlamentswahlen für die PSOL. Ihre Kampagnen drehten sich um LGBT-Rechte, Bildung, Adoption und den Kampf gegen Rassismus.
Salvador ist verheiratet und lebt mit ihrem Mann und ihren drei Kindern in Sao Paulo.